# Sophie Chotek von Chotkowa
Sofia Chotek von Chotkowa, duchessa di Hohenberg (in ceco Žofie Marie Josefína Albína hraběnka Chotková z Chotkova a Vojnína, in tedesco Sophie Maria Josephine Albina Gräfin Chotek von Chotkow und Wognin, dal 1900 Fürstin von Hohenberg, dal 1909 Herzogin von Hohenberg; Stoccarda, 1º marzo 1868 – Sarajevo, 28 giugno 1914), è stata una nobildonna ceca, aristocratica dell'allora Regno di Boemia e moglie morganatica dell'arciduca Francesco Ferdinando d'Austria.
Il loro assassinio viene considerato il pretesto per l'inizio della prima guerra mondiale. Le fu concesso il titolo di duchessa di Hohenberg col titolo di Sua altezza nel 1909.

## Biografia

### Infanzia
Sophie nacque a Stoccarda da un'antica famiglia aristocratica di origine boema. Era la quartogenita del diplomatico conte Bohuslaw Chotek von Chotkow und Wognin e di sua moglie, la contessa Wilhelmine Kinsky von Wchinitz und Tettau. Da giovane, Sophie divenne dama di compagnia dell'arciduchessa Isabella, duchessa di Teschen, moglie dell'arciduca Federico, duca di Teschen, capo del ramo cadetto boemo dell'Impero austro-ungarico.

### Relazione con Francesco Ferdinando
Non è noto con sicurezza dove Sophie abbia incontrato per la prima volta l'arciduca Francesco Ferdinando, erede al trono austro-ungarico, sebbene molte fonti indichino che l'incontro sarebbe avvenuto durante un ballo a Praga, forse nel 1894. Sophie e Francesco Ferdinando tennero segreta la loro relazione per diversi anni. Quando Francesco Ferdinando iniziò a fare regolari visite nella casa dell'arciduca Federico d'Asburgo-Teschen, divenne di dominio pubblico che era innamorato della figlia di lui, Marie Christine. Quando però la relazione venne scoperta dall'arciduchessa Isabella, scoppiò uno scandalo pubblico.
L'imperatore Francesco Giuseppe chiarì subito al principe Francesco Ferdinando che non avrebbe mai potuto sposare Sophie. Per essere una candidata ufficiale per entrare a far parte della famiglia imperiale, avrebbe dovuto appartenere ad una delle famiglie regnanti in Europa o almeno ad una delle precedenti dinastie regnanti. La famiglia Chotek non apparteneva a nessuna di queste categorie, sebbene vantasse tra i suoi antenati alcune principesse del Baden, Hohenzollern-Hechingen e Liechtenstein.
Francesco Ferdinando replicò che in quel caso non avrebbe mai sposato nessun'altra candidata. Guglielmo II di Germania, lo zar Nicola II di Russia ed il papa Leone XIII furono coinvolti per intercedere in favore del volere imperiale affinché il contrasto tra Francesco Giuseppe e Francesco Ferdinando non minasse la stabilità della Corona imperiale.

### Matrimonio

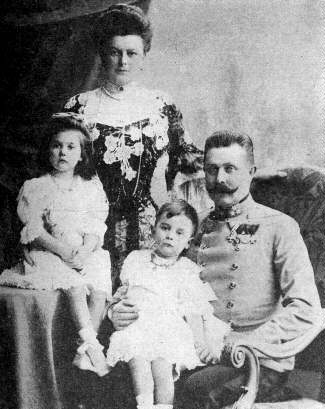
Foto della Duchessa di Hohenberg con la sua famiglia

Nel 1899, l'imperatore Francesco Giuseppe accondiscese affinché Francesco Ferdinando potesse sposarsi tramite un matrimonio morganatico. Francesco Ferdinando poteva così sposare Sophie, ma venne stipulato che i suoi discendenti non avrebbero potuto in alcun modo ascendere al trono imperiale. Inoltre, Sophie non avrebbe potuto condividere il rango, il titolo e i privilegi di suo marito.
Sophie e Francesco Ferdinando si sposarono il 1º luglio 1900 a Reichstadt (l'attuale Zákupy) in Boemia. L'imperatore Francesco Giuseppe non presenziò alle nozze e non venne permesso di essere presenti alla cerimonia a nessuno dei fratelli di Francesco Ferdinando.

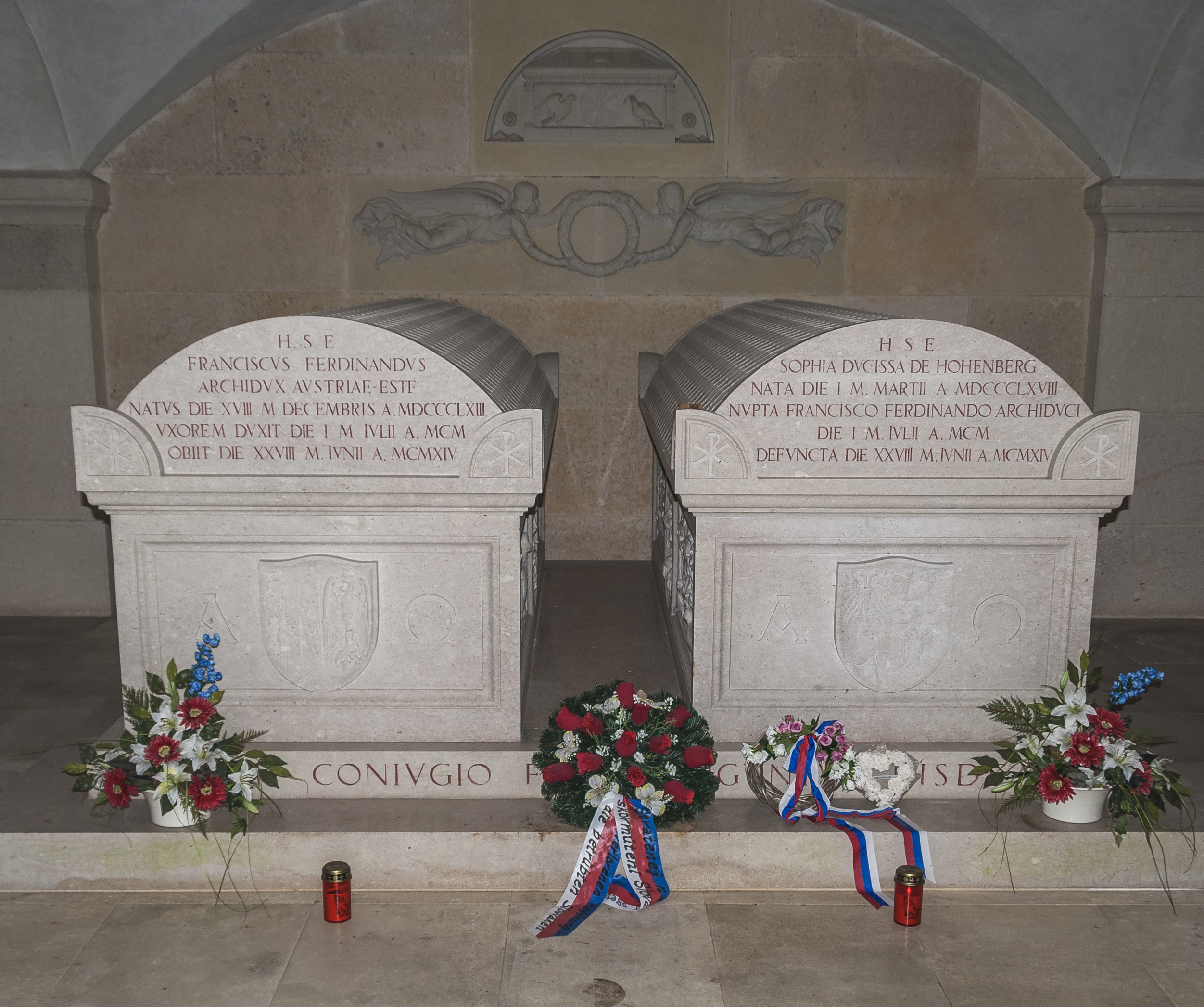
Tombe dell'arciduca Francesco Ferdinando d'Austria e di sua moglie Sofia, duchessa di Hohenberg, nella cripta del castello di Artstetten in Bassa Austria

Dopo il matrimonio, Sophie fu creata Principessa di Hohenberg (Fürstin von Hohenberg) con il trattamento di Altezza serenissima. Nel 1909 ottenne dall'imperatore il titolo di Duchessa di Hohenberg (Herzogin von Hohenberg) con il trattamento di Altezza, il che sollevò notevolmente il suo status, tenendola tuttavia al di sotto di tutte le arciduchesse della famiglia imperiale.

### Morte
Sophie venne assassinata assieme a suo marito il 28 giugno 1914 a Sarajevo da Gavrilo Princip, evento che scatenò poi la prima guerra mondiale. Le voci secondo le quali, all'epoca dell'assassinio nel 1914, Sophie fosse in attesa di un quinto figlio, non sono affatto corroborate.

## Discendenza
Sophie e Francesco Ferdinando d'Austria ebbero quattro figli:
- Principessa Sophie von Hohenberg (1901-1990), che sposò il conte Friedrich von Nostitz-Rieneck (1891-1973)
- Maximilian, Duca di Hohenberg (1902-1962), che sposò la contessa Elisabeth von Waldburg zu Wolfegg und Waldsee (1904-1993)
- Principe Ernst von Hohenberg (1904-1954), che sposò Marie-Therese Wood (1910-1985)
- un quarto figlio morto ancora in fasce (1908)

## Ascendenza
|                                           |                                          |                                             | Genitori                                             |  |  | Nonni |  |  | Bisnonni                   |  |  | Trisnonni                      |  |
|                                           |                                          |                                             |                                                      |  |  |       |  |  | Rudolf Chotek von Chotkowa |  |  | Johann Karl Chotek von Chotkow |  |
|                                           |                                          |                                             |                                                      |  |  |       |  |  | Rudolf Chotek von Chotkowa |  |  | Johann Karl Chotek von Chotkow |  |
|                                           |                                          | Anna Maria Theresia von Kottulinsky         |                                                      |  |  |       |  |  | Rudolf Chotek von Chotkowa |  |  |                                |  |
| Karl Chotek von Chotkow                   |                                          |                                             |                                                      |  |  |       |  |  | Rudolf Chotek von Chotkowa |  |  |                                |  |
|                                           |                                          | Maria Sidonia von Clary und Aldringen       | Franz Wenzel von Clary und Aldringen                 |  |  |       |  |  |                            |  |  |                                |  |
|                                           |                                          | Maria Sidonia von Clary und Aldringen       | Franz Wenzel von Clary und Aldringen                 |  |  |       |  |  |                            |  |  |                                |  |
|                                           |                                          | Maria Sidonia von Clary und Aldringen       | Maria Josepha von Hohenzollern-Hechingen             |  |  |       |  |  |                            |  |  |                                |  |
| Bohuslaw Chotek von Chotkow               |                                          | Maria Sidonia von Clary und Aldringen       |                                                      |  |  |       |  |  |                            |  |  |                                |  |
|                                           |                                          | Anton Berchtold von Ungarschitz             | Anton Berchtold von Ungarschitz                      |  |  |       |  |  |                            |  |  |                                |  |
|                                           |                                          | Anton Berchtold von Ungarschitz             | Anton Berchtold von Ungarschitz                      |  |  |       |  |  |                            |  |  |                                |  |
|                                           |                                          | Anton Berchtold von Ungarschitz             | Anna Mária Reviczky von Revisnye                     |  |  |       |  |  |                            |  |  |                                |  |
| Marie Berchtold von Ungarschitz           |                                          | Anton Berchtold von Ungarschitz             |                                                      |  |  |       |  |  |                            |  |  |                                |  |
|                                           |                                          | Marie Anna Franziska Huszár de Szent-Baráth | József Huszár de Szent-Baráth                        |  |  |       |  |  |                            |  |  |                                |  |
|                                           |                                          | Marie Anna Franziska Huszár de Szent-Baráth | József Huszár de Szent-Baráth                        |  |  |       |  |  |                            |  |  |                                |  |
|                                           |                                          | Marie Anna Franziska Huszár de Szent-Baráth | Anna Mária Majláth de Székhely                       |  |  |       |  |  |                            |  |  |                                |  |
| Sophie Chotek von Chotkowa                |                                          | Marie Anna Franziska Huszár de Szent-Baráth |                                                      |  |  |       |  |  |                            |  |  |                                |  |
|                                           | Ferdinand Kinsky von Wchinitz und Tettau | Joseph Kinsky von Wchinitz und Tettau       |                                                      |  |  |       |  |  |                            |  |  |                                |  |
|                                           | Ferdinand Kinsky von Wchinitz und Tettau | Joseph Kinsky von Wchinitz und Tettau       |                                                      |  |  |       |  |  |                            |  |  |                                |  |
|                                           | Ferdinand Kinsky von Wchinitz und Tettau | Rosa von Harrach                            |                                                      |  |  |       |  |  |                            |  |  |                                |  |
| Joseph Kinsky von Wchinitz und Tettau     | Ferdinand Kinsky von Wchinitz und Tettau |                                             |                                                      |  |  |       |  |  |                            |  |  |                                |  |
|                                           |                                          | Maria Charlotte von Kerpen                  | Franz Georg Ludwig Josef Ferdinand Johann von Kerpen |  |  |       |  |  |                            |  |  |                                |  |
|                                           |                                          | Maria Charlotte von Kerpen                  | Franz Georg Ludwig Josef Ferdinand Johann von Kerpen |  |  |       |  |  |                            |  |  |                                |  |
|                                           |                                          | Maria Charlotte von Kerpen                  | Marie Antonette Franziska Carol von Hornstein        |  |  |       |  |  |                            |  |  |                                |  |
| Wilhelmine Kinsky von Wchinitz und Tettau |                                          | Maria Charlotte von Kerpen                  |                                                      |  |  |       |  |  |                            |  |  |                                |  |
|                                           |                                          | Volfgang Maria Czernin von Chudenitz        | Prokob Adelbert Czernin von Chudenitz                |  |  |       |  |  |                            |  |  |                                |  |
|                                           |                                          | Volfgang Maria Czernin von Chudenitz        | Prokob Adelbert Czernin von Chudenitz                |  |  |       |  |  |                            |  |  |                                |  |
|                                           |                                          | Volfgang Maria Czernin von Chudenitz        | Maria Theresia Reisky von Dubnic                     |  |  |       |  |  |                            |  |  |                                |  |
| Marie Czernin von Chudenitz               |                                          | Volfgang Maria Czernin von Chudenitz        |                                                      |  |  |       |  |  |                            |  |  |                                |  |
|                                           |                                          | Antonie von Salm-Neuburg                    | Karl Otto Vinzenz von Salm-Neuburg                   |  |  |       |  |  |                            |  |  |                                |  |
|                                           |                                          | Antonie von Salm-Neuburg                    | Karl Otto Vinzenz von Salm-Neuburg                   |  |  |       |  |  |                            |  |  |                                |  |
|                                           |                                          | Antonie von Salm-Neuburg                    | Maria Anna von Khevenhüller-Metsch                   |  |  |       |  |  |                            |  |  |                                |  |
|                                           |                                          | Antonie von Salm-Neuburg                    |                                                      |  |  |       |  |  |                            |  |  |                                |  |

## Titoli e trattamento
- Sophie Maria Josephine Albina Chotek, Contessa di Chotkova e Wognin (alla nascita)
- Sua Altezza Serenissima Principessa Sophie von Hohenberg (dal matrimonio).
- Sua Altezza Duchessa Sophie von Hohenberg (dal 1909).